# Jean Lassalle (baríton)
Jean Lassalle (Lió, França 14 de desembre de 1847 - París, 7 de setembre de 1909) fou un baríton francès, i des del 1872 un dels membres més prominents de la Grande Opéra de Paris.
Era fill d'un comerciant de seda. Va deixar Lió i va anar a París perquè volia ser pintor. Va estudiar cant al Conservatori Nacional de París amb Novelli. Va fer el seu debut el 1886 a l'Òpera de Lieja com Saint Bris a Les Huguenots de Meyerbeer. Després de les seves aparicions als teatres d'òpera de Lilla, Tolosa, la Haia i Brussel·les, es va incorporar el 1872 a la gran Òpera de París, on va fer el seu debut a Guillaume Tell de Rossini. Durant molts anys va pertànyer entre els membres més prominents d'aquesta òpera. Sovint hi va cantar amb als seus amics, els germans De Reszke. Sobretot fou apreciat al Covent Garden, on també va cantar les temporades 1879-1881 i 1888-1893. El 1894 es retirà i donà algunes representacions per l'estranger, dedicant-se ensems a negocis i empreses industrials.
Ja el 1902 va realitzar gravacions en cilindre amb àries d'Ascanio in Alba, Le Roi de Lahore i Polyeucte.